# Pauls Pujāts
Pauls Pujāts (né le 6 août 1991 à Riga) est un athlète letton, spécialiste du saut à la perche.

## Carrière
Il franchit 5,70 m en salle à Black Springs (Arkansas) en février 2016, ce qui lui donne le minima pour les Jeux olympiques de Rio. Il se qualifie pour la finale olympique dans laquelle il manque ses trois essais d'entrée.

## Palmarès
| Date | Compétition                   | Lieu           | Résultat | Marque |
| ---- | ----------------------------- | -------------- | -------- | ------ |
| 2010 | Championnats du monde juniors | Moncton        | 6e       | 5,10 m |
| 2011 | Universiade                   | Shenzhen       | finale   | NM     |
| 2011 | Championnats d'Europe espoirs | Ostrava        | 9e       | 5,30 m |
| 2016 | Jeux olympiques               | Rio de Janeiro | finale   | NM     |

## Records
| Épreuve          | Épreuve   | Performance | Lieu           | Date            |
| ---------------- | --------- | ----------- | -------------- | --------------- |
| Saut à la perche | Plein air | 5,60 m      | Rio de Janeiro | 13 août 2016    |
| Saut à la perche | Salle     | 5,70 m      | Black Springs  | 28 février 2016 |